# 波盧濟爾亞河
波盧濟爾亞河（烏克蘭語：Полузір'я），是烏克蘭的河流，位於該國中部，流經波爾塔瓦州，屬於沃爾斯克拉河的支流，發源自小魯德卡，河道全長70公里，流域面積731平方公里。